# Фетнэпхен
Фетнэпхен (нем. Das Fettnäppchen) ― кабаре, находящееся в городе Гера, Тюрингия, Германия.

## История
Кабаре было основано в 1973 году в соответствии с постановлением правительства ГДР, в котором сообщалось о необходимости учреждения кабаре в каждом административном центре округа.
До 1989―1990 годов кабаре Фетнэпхен находилось под контролем районной администрации Геры. 31 июля 1991 года предприятие было приватизировано, став первым частным кабаре на территории новых федеральных земель.
Приватизация означала появление свободы творчества, которая была ограничена во времена ГДР, но также и начало экономической самостоятельности. Финансирование со стороны государства прекратилось и основной статьёй доходов стала плата за посещение. Ныне кабаре в Гере ― единственное во всей восточной Тюрингии.

## Программы
Кабаре давно известно своими постановками, изобилующими острой сатирой и юмором, органично вписываясь в общую традицию немецкого кабаре, связанной с просветительскими идеями. В программу обычно входят сценки из жизни обывателей, исполнение шансона, пародийные и комедийные номера, которые часто имеют глубокомысленные мотивы.
Во времена ГДР кабаре старалось показать ту сторону общественной жизни, на которую не обращали внимания официальные средства массовой информации.
Заведение имело громадный успех: ежегодно его посещало около 40 000 посетителей ― на двух основных площадках и во время гастролей артистов.

## Ансамбль
Фетнэпхен ― кабаре с постоянным составом участников. В группу входят следующие артисты: Ева-Мария Фастенау (с 1978 года), Марко Шейдт (с 2012 года), Гиза Юрке (с 2012 года), Майкл Зеебот (с 2016 года), Сюзанна Райсс (с 2015 года). Иногда в выступлениях принимают участие также Таня Аренберг (с 2016 года) и Валентин Ольбрих (с 2016 года). Фетнэпхен ― крупнейший театра сатиры во всей Тюрингии.
В каждой программе выступает в основном дуэт артистов, поэтому члены ансамбля в целом одновременно могут принимать участие в пяти различных мероприятиях одновременно. Ева-Мария Фестенау часто выступает с сольными номерами.

## Площадки
Фетнэпхен ― единственное кабаре в бывшей ГДР, которое имеет две постоянные площадки.
Первая площадка кабаре появилась в 1973 году, сразу после его учреждения. Она располагается в подвале городской ратуши.
В 1995 году вторая площадка кабаре открылась в одном из трактиров Капеллендорфа.
С весны 2008 года Фетнэпхен располагала ещё одной ресторанной площадкой под открытым небом под названием «Хофгут». Она располагалась в квартале Унтермхаус, рядом с каменным замком и площадкой цветочного фестиваля Бундесгартеншау. Площадка функционировала с апреля по октябрь: местные жители отмечали здесь городские праздники, справляли свадьбы и юбилеи. Однако в июле 2017 года площадка была закрыта из-за жалоб прочих жителей, недовольных производимым шумом.
Комедианты кабаре выступают преимущественно в театрах, художественных дворах, домах культуры, ресторанах по всей Тюрингии. Площадка в Капеллендорфе в июле-августе не работает, поэтому артисты дают представления в её окрестностях.